# David Magalhães
David Dinis Magalhães (Luanda, 24 de fevereiro de 1982) é um futebolista profissional angolano que atua como atacante.

## Carreira
Davíd representou o elenco da Seleção Angolana de Futebol no Campeonato Africano das Nações de 2010.